# Kolloid (medicin)
Kolloid är ett kemiskt begrepp. Läkemedel kan beredas och ges i kolloidala former: suspensioner, emulsioner eller aerosoler.
Bröstmjölk och blod är exempel på kolloid i människokroppen.
Den geléartade massan i sköldkörtelns hundratusentals folliklar kallas kolloid. Massan (kolloiden) består till största delen av glykoproteinet tyreoglobulin, som är en inaktiv lagringsform av sköldkörtelhormon. Den innehåller även enzymer och andra glykoproteiner.